# Priscila Machado
Priscila Machado (sinh ngày 4 tháng 1 năm 1986 tại Canoas) là một người mẫu kiêm người dẫn chương trình truyền hình người Brazil và là nữ chủ tịch cuộc thi sắc đẹp. Cô là người chiến thắng, được trao vương miện của cuộc thi Hoa hậu Brasil 2011. Cô đại diện cho Brazil tham gia cuộc thi Hoa hậu Hoàn vũ 2011, và kết thúc cuộc thi với tư cách Á hậu 2.

## Hoa hậu Brasil 2011
Machado không phải là ứng viên sáng giá cho danh hiệu Hoa hậu Brasil 2011; tuy nhiên, cô đã tiến đến phần thi cuối cùng vào ngày 23 tháng 7 và được trao vương miện là người phụ nữ đẹp nhất trong cả nước, giành danh hiệu Hoa hậu quốc gia thứ 11 cho Rio Grande do Sul và gia tăng lợi thế của bang này, đồng thời cũng là người chiến thắng vang dội nhất trong lịch sử cuộc thi.

### Tranh cãi
Sau khi cô được trao vương miện Hoa hậu Brasil 2011, Machado đã bị la ó bởi khán giả tại HSBC Brasil. Những người ủng hộ các ứng cử viên khác, bị xúc phạm bởi chiến thắng của Hoa hậu Bang Rio Grande do Sul, đã hét lên những lời lăng mạ lên án người chiến thắng, chẳng hạn như "peladona" (khỏa thân) và "marmelada" (một thuật ngữ được sử dụng trong tiếng Bồ Đào Nha Brazil để chỉ người chơi gian lận để chiến thắng). Một trong những lý do của phản ứng khán giả là một bức ảnh được tung ra một vài ngày trước cuộc thi, trong đó Machado xuất hiện với bộ ngực trần, một điều bị cấm bởi các quy tắc của cuộc thi. Tuy nhiên, ngày sau khi được trao vương miện Hoa hậu Brasil 2011, nhà sản xuất cuộc thi bảo vệ danh hiệu của Machado, tuyên bố rằng hình ảnh không nên được xem xét, vì nó không được phép tiết lộ.
Thêm vào đó, Machado cũng gây ra nhiều tranh cãi sau khi cô tiết lộ rằng cô đã thực hiện ba ca phẫu thuật thẩm mỹ: nâng ngực, hút mỡ và tạo hình mũi.
Machado cũng đã gặp phải nhiều tiếng la ó phản đối trong giai đoạn sơ bộ của cuộc thi Hoa hậu Hoàn vũ vào ngày 8 tháng 9, pha trộn với sự cổ vũ của khán giả chủ yếu là người Brazil địa phương.